# Madängsholm
Madängsholm est une localité de Suède située dans la commune de Tidaholm du comté de Västra Götaland. Elle couvre une superficie de 0,81 km2. En 2010, elle compte 425 habitants.